# Damernas barr i gymnastik vid olympiska sommarspelen 2012
Damernas barr i gymnastik vid olympiska sommarspelen 2012 avgjordes den 6 augusti 2012 för 8 gymnaster från totalt 6 nationer. De deltagande kvalificerade sig för friståendet genom kvaltävlingen - däremot fick maximalt två gymnaster från samma land kvalificera sig.

## Medaljörer
| Gren          | Guld                     | Silver        | Brons                            |
| Damernas barr | Alija Mustafina Ryssland | He Kexin Kina | Elizabeth Tweddle Storbritannien |

## Resultat

### Kval
Äldsta och yngsta deltagare
|        | Namn              | Land | Födelsedag       | Ålder |
| ------ | ----------------- | ---- | ---------------- | ----- |
| Yngsta | Gabby Douglas     | USA  | 31 december 1995 | 16 år |
| Äldsta | Elizabeth Tweddle | GBR  | 1 april 1985     | 27 år |

| Placering | Gymnast                 | D Score | E Score | Pen. | Totalt |
| --------- | ----------------------- | ------- | ------- | ---- | ------ |
| 1         | Elizabeth Tweddle (GBR) | 7,000   | 9,133   |      | 16,133 |
| 2         | He Kexin (CHN)          | 7,100   | 8,866   |      | 15,966 |
| 3         | Viktoria Komova (RUS)   | 7,000   | 8,833   |      | 15,833 |
| 4         | Yao Jinnan (CHN)        | 6,800   | 8,966   |      | 15,766 |
| 5         | Alija Mustafina (RUS)   | 7,000   | 8,700   |      | 15,700 |
| 6         | Gabby Douglas (USA)     | 6,600   | 8,733   |      | 15,333 |
| 7         | Elisabeth Seitz (GER)   | 6,700   | 8,466   |      | 15,166 |
| 8         | Koko Tsurumi (JPN)      | 6,600   | 8,433   |      | 15,033 |

#### Reserver
- Celine van Gerner (NED)
- Kyla Ross (USA)
- Rebecca Tunney (GBR)

### Final

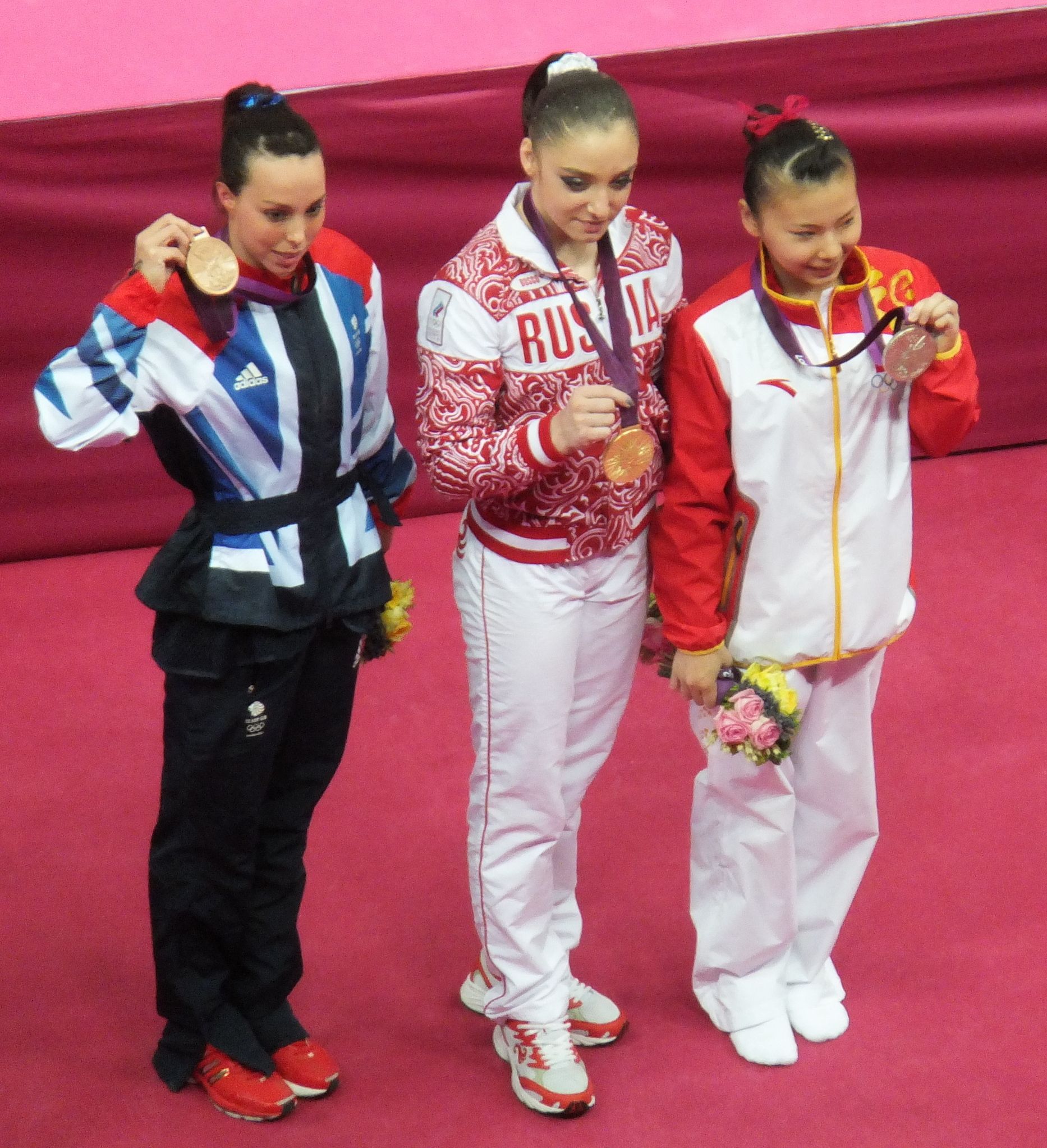

| Placering | Gymnast                 | D-poäng | E-poäng | Straff | Totalt |
| --------- | ----------------------- | ------- | ------- | ------ | ------ |
| 1         | Alija Mustafina (RUS)   | 7,000   | 9,133   |        | 16,133 |
| 2         | He Kexin (CHN)          | 7,100   | 8,833   |        | 15,933 |
| 3         | Elizabeth Tweddle (GBR) | 7,000   | 8,916   |        | 15,916 |
| 4         | Yao Jinnan (CHN)        | 6,800   | 8,966   |        | 15,766 |
| 5         | Viktorija Komova (RUS)  | 7,000   | 8,666   |        | 15,666 |
| 6         | Elisabeth Seitz (GER)   | 6,700   | 8,566   |        | 15,266 |
| 7         | Koko Tsurumi (JPN)      | 6,400   | 8,566   |        | 14,966 |
| 8         | Gabby Douglas (USA)     | 6,300   | 8,600   |        | 14,900 |